# Мюнних, Ференц
Ференц Мюнних (венг. Münnich Ferenc; 18 ноября 1886 года, Шерегейеш, Австро-Венгрия — 29 ноября 1967 года, Будапешт, ВНР) — венгерский государственный и партийный деятель. Председатель Совета министров Венгерской Народной республики (1958—1961), до этого занимал посты министра внутренних дел во втором кабинете Имре Надя (1956), первого заместителя Председателя и министра вооружённых сил и общественной безопасности в Революционном рабоче-крестьянском правительстве (1956—1957). Один из руководителей Венгерской советской республики, Венгерской коммунистической партии и Венгерской Народной республики.
Сыграл важную роль в организации Советской власти в Сибири во время Гражданской войны в России и подавлении Венгерского восстания 1956 года.

## Биография
В 1914 году призван в австро-венгерскую армию. В 1915 году взят в плен русскими войсками.
Находился в лагере для военнопленных в Томске, где в 1917 году вступил в РКП(б).
В 1917 году Мюнних был одним из организаторов венгерской группы Российской коммунистической партии. Создал в Перми интернациональный отряд из венгров. Вместе с частями Красной Армии сражался на Урале против белых.
В ноябре 1918 года он возвратился на родину. После того как 21 марта 1919 года в Венгрии провозгласили Советскую власть, Ференц Мюнних принимал активное участие в создании Венгерской Красной Армии и Красной милиции.
После падения пролетарской диктатуры эмигрировал в Австрию, затем был в Чехословакии и Германии, где вёл революционную работу среди трудящихся. В 1922—1936 годах — на руководящей хоз. работе в СССР.
Участвовал в Гражданской войне в Испании 1936—1939 годов. Был комиссаром батальона Ракоши 13-й интернациональной бригады.
В Великую Отечественную войну в рядах Красной Армии, участвовал в боях под Сталинградом.
После 1945 года в Венгрии. Был назначен начальником полиции Будапешта. В 1949—1951 — посланник ВНР в Финляндии, в 1951—1954 — посол в Болгарии. В сентябре 1954 — августе 1956 — посол в СССР. В августе-октябре 1956 — посол в Югославии.
24 октября 1956 года, во время антикоммунистического восстания в Венгрии, получил пост министра внутренних дел в правительстве Имре Надя. В условиях анархии и фактического развала подчинённых ему структур, массового перехода работников МВД на сторону восставших (в том числе начальника полиции Будапешта Шандора Копачи),
выступил за обращение к СССР за военной помощью. После того, как Имре Надь присоединился к повстанцам — 1 ноября бежал через советско-венгерскую границу в Закарпатье, где принял активное участие в создании Венгерского революционного рабоче-крестьянского правительства, в котором занял посты первого заместителя Председателя, министра вооружённых сил и общественной безопасности. Примечателен тот факт, что советское руководство изначально видело главой правительства именно Мюнниха, а не Яноша Кадара, однако затем согласилось с предложением Тито, чтобы правительство возглавил более реформистски настроенный Кадар.
В 1958—1961 годах — председатель Совета министров Венгерской Народной республики. Критически относился к политике Хрущёва в отношении восточноевропейских социалистических стран, считал ошибочными его действия в Венгрии (в частности, вывод из политической жизни страны Матьяша Ракоши). Осуждал методы хрущёвской десталинизации, называл «кощунством» вынос саркофага с телом Сталиным из Мавзолея.
В 1957—1965 годах — член Политбюро ЦК ВСРП. Ушёл в отставку с поста главы правительства и вышел из Политбюро в знак протеста против экономической реформы Ньерша и сближения ВНР с Западом.
Именем Мюнниха названа улица в Томске. Изображен на венгерской почтовой марке 1986 года.

## Сочинения
- Мюнних Ф. Бурный путь. — М., Военное издательство Министерства Обороны СССР, 1968.